# 五十鈴依媛命

天皇略系図（初代 - 第10代）

五十鈴依媛命（いすずよりひめのみこと）は、『日本書紀』、『旧事本紀』に登場する綏靖天皇の皇后。

## 概要
姉の姫踏鞴五十鈴媛命は神武天皇の皇后であり、豊玉姫・玉依姫姉妹と同じく、甥・叔母の異世代婚の系譜を伝える。
『日本書紀』の安寧紀によると、五十鈴依媛命は事代主神の少女（おとむすめ）とあり、これは綏靖紀二年条に「（安寧天皇の父である綏靖天皇は）五十鈴依媛を立てて皇后と為したまう。すなわち天皇の姨（みおば）なり」とあるのと合致する。なお、『古事記』には五十鈴依媛命は登場せず、河俣毘売が綏靖天皇の皇后である。